# Bert Van Lerberghe
Bert Van Lerberghe (Kortrijk, Flandes Occidental, 29 de setembre de 1992) és un ciclista belga, professional des del 2015. Actualment corre al Quick-Step Alpha Vinyl.

## Resultats

### Giro d'Itàlia
- 2022. 146è de la classificació general